# Opius castaneigaster
Opius castaneigaster är en stekelart som beskrevs av Fischer 1964. Opius castaneigaster ingår i släktet Opius och familjen bracksteklar. Inga underarter finns listade i Catalogue of Life.